# Eschdorf (Dresden)
Eschdorf ist ein Ortsteil der Ortschaft Schönfeld-Weißig der Landeshauptstadt Dresden.

## Geschichte
Der Ort ist germanischen Ursprungs und zieht sich als Reihendorf entlang des Schullwitzbaches, einem Nebengewässer der Wesenitz. Eschdorf wurde als Eschwinsdorf (nach dem ersten Verteiler der Dorfflur, Eschwin von Krosigh, benannt) 1317 erstmals erwähnt und kam 1472 an die Herrschaft Wehlen. 1547 bis 1838 gehörte Eschdorf zum Amt Hohnstein, 1838 bis 1952 zum Amt bzw. zur Amtshauptmannschaft Pirna. Nach der Gründung des Kreises Dresden 1952 gehörte es zu diesem, 1996 wurde es in den neu gegründeten Landkreis Sächsische Schweiz eingegliedert. Am 1. Januar 1994 schloss sich Eschdorf mit acht weiteren Gemeinden zu Schönfeld-Weißig zusammen, das am 1. Januar 1999 nach Dresden eingemeindet wurde.
Johann Gottlob von Quandt erwarb den Ort 1832 als Grundherr und baute 1840 einen Herrensitz in dem damals zu Eschdorf gehörigen Rossendorf.
Die Obermühle gehörte der Familie Bienert, deren 1813 hier geborener Sohn Gottlieb Traugott 1843 in Plauen bei Dresden ein bedeutendes Mühlenunternehmen (heute: Dresdener Mühle) gründete. 
Das Flurstück, auf dem die alte Niedermühle gestanden hatte, wurde 1708 parzelliert und bebaut, woraus der spätere Ortsteil Rosinendörfchen entstand. Später gab es eine weitere Niedermühle in Eschdorf nördlich der Pirnaer Straße.
Beim Neubau der evangelisch-lutherischen St.-Barbara-Kirche auf den Grundmauern des Vorgängerbaus (urkundlich erstmals 1348 erwähnt, vermutlich aber schon 100 Jahre früher erbaut) im Jahr 1886 stiftete Bienert das neue Geläut. Die nach Barbara von Nikomedien benannte Kirche hat eine Herbrig-Orgel von 1838 und ist eine Station an der „Herbrig-Orgelstraße“. Außerhalb des evangelischen Kirchhofs wurde 1990/91 eine kommunale Feierhalle errichtet.
1908 erhielt der Ort Anschluss an die 1951 wieder stillgelegte Bahnstrecke Dürrröhrsdorf–Weißig.
Im März 2007 wurden Pläne zum Anbau transgenen Maises aufgegeben, nachdem eine Bürgerinitiative hiergegen protestiert hatte.

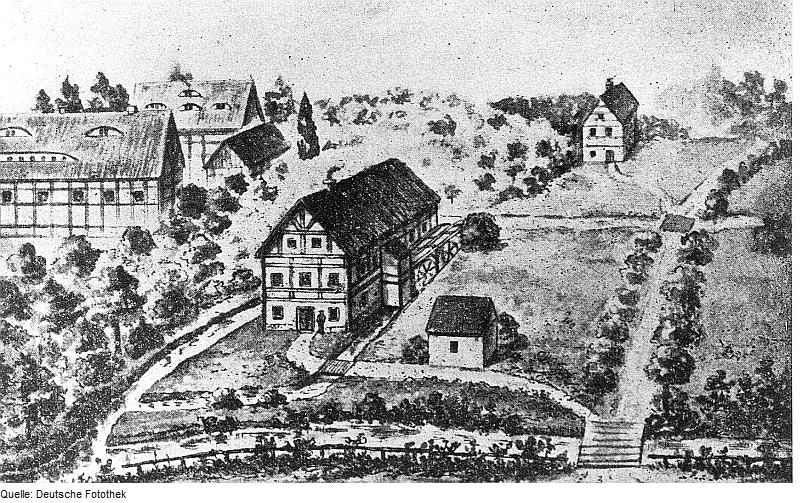
Obermühle Eschdorf, Geburtshaus Gottlieb Traugott Bienerts
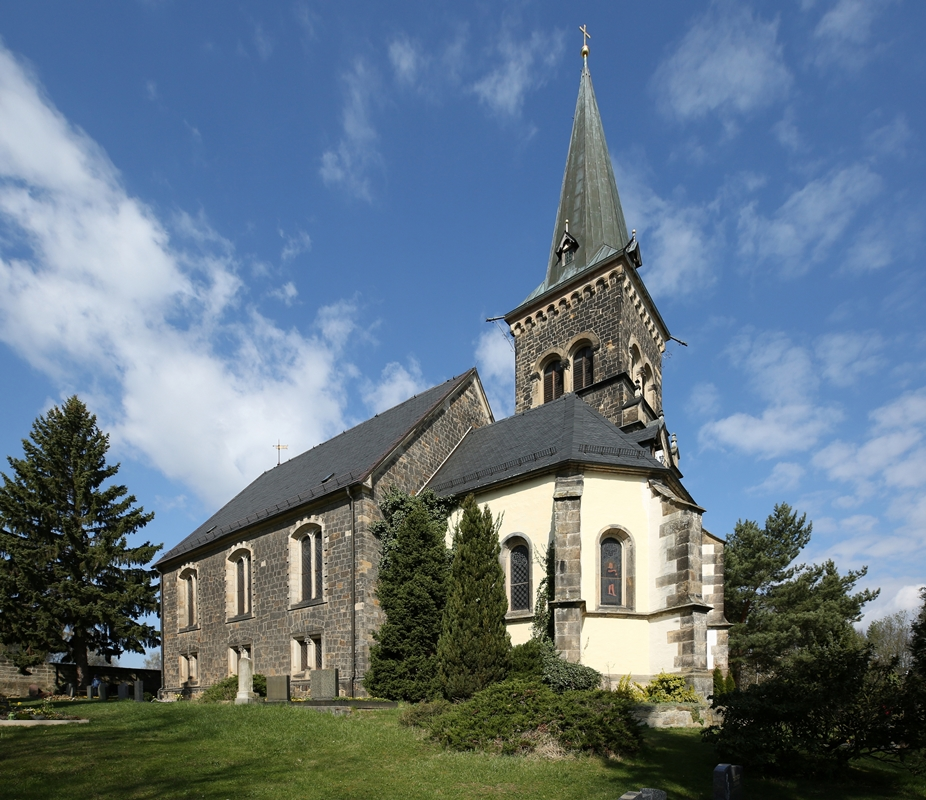
St.-Barbara-Kirche
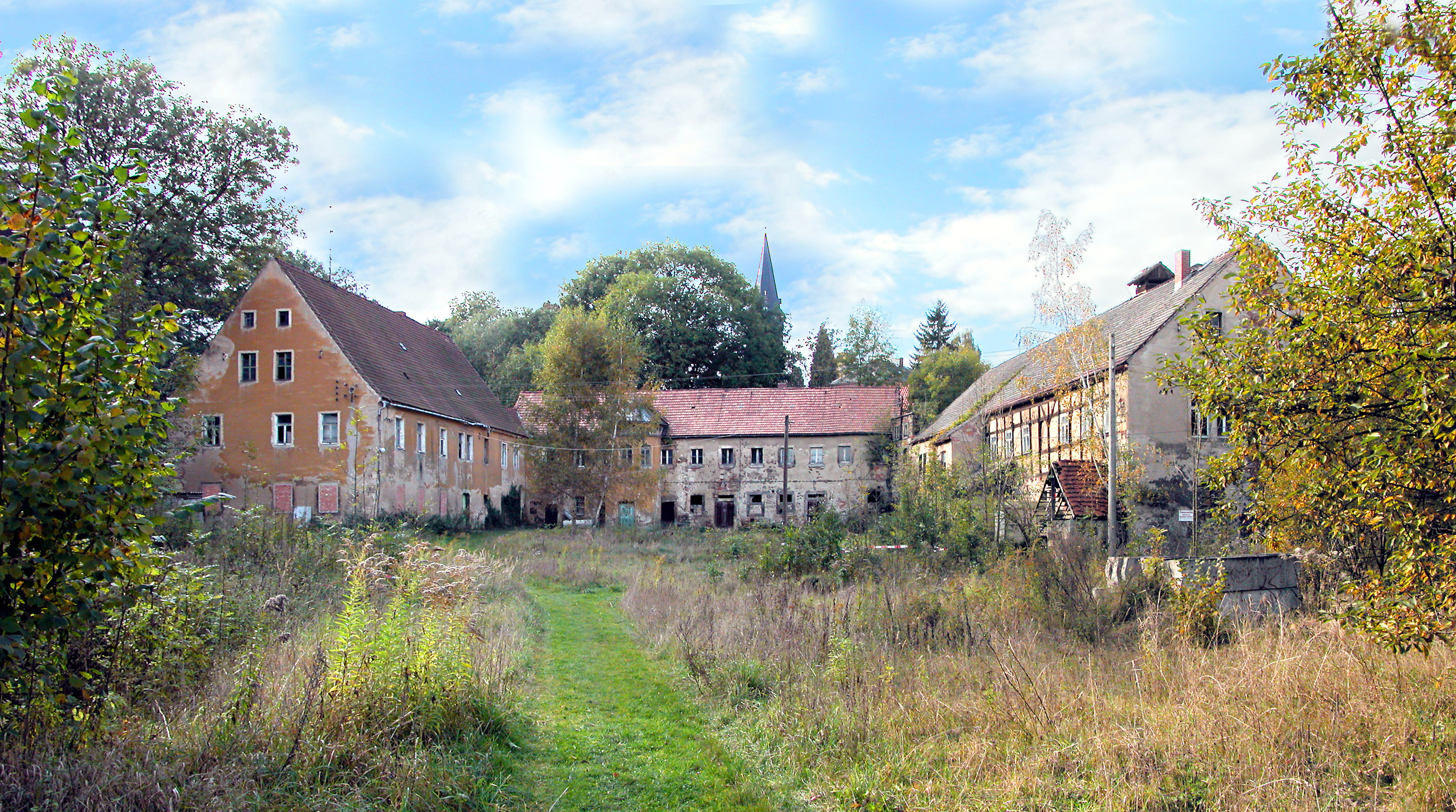
Freigut Eschdorf (Semperhof) vor der Sanierung (2005)
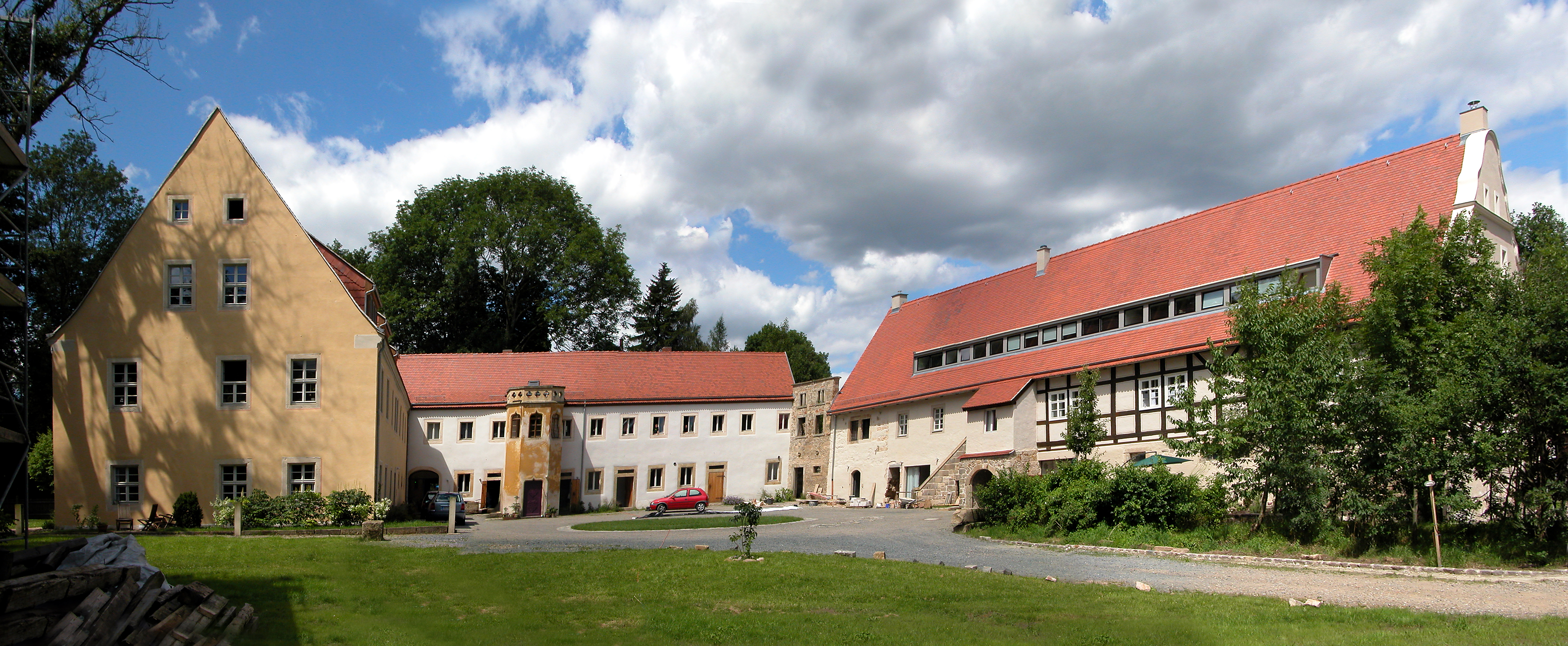
Freigut Eschdorf (Semperhof) nach der Sanierung (2012)
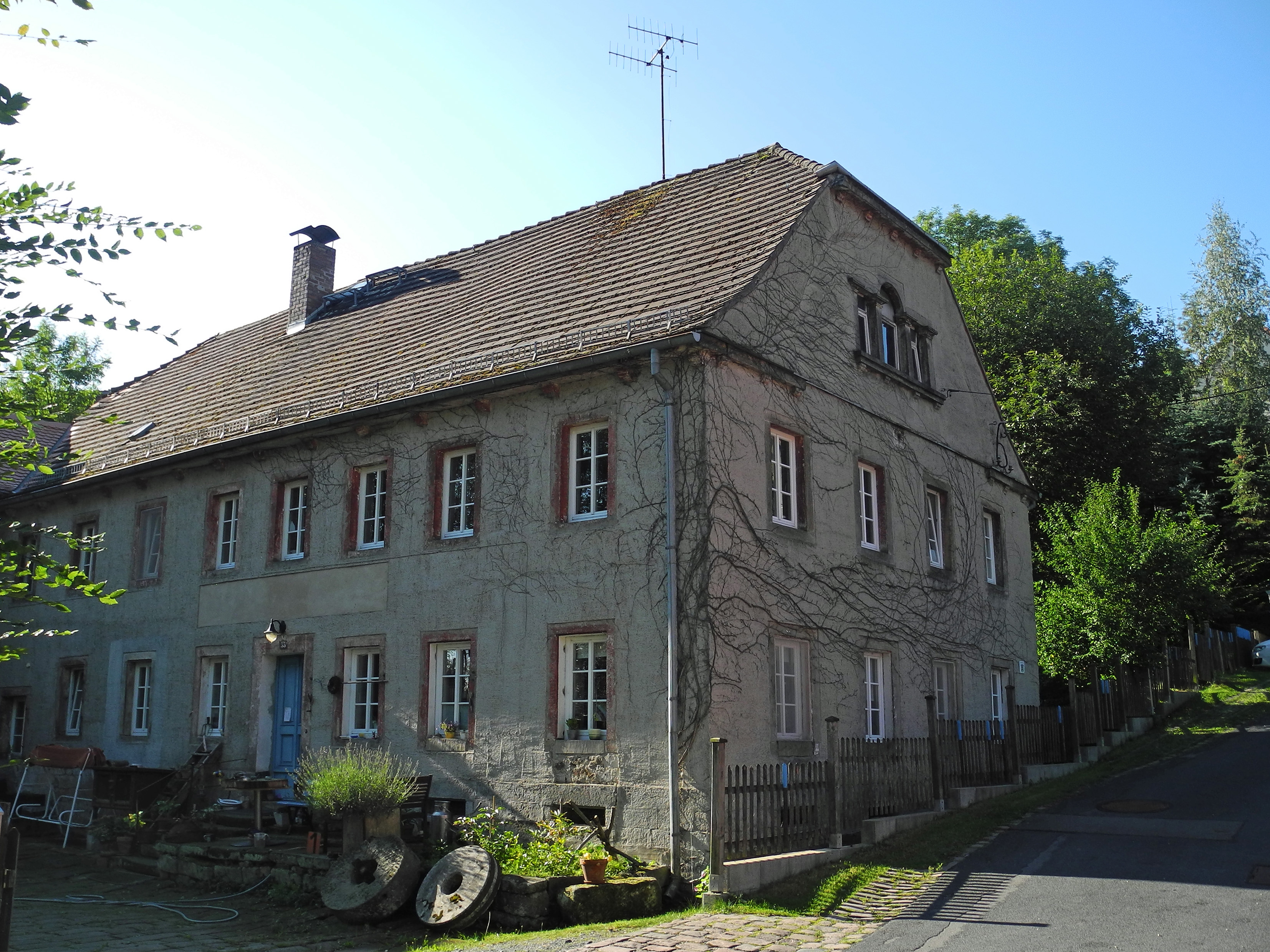
Ehemalige Obermühle Eschdorf
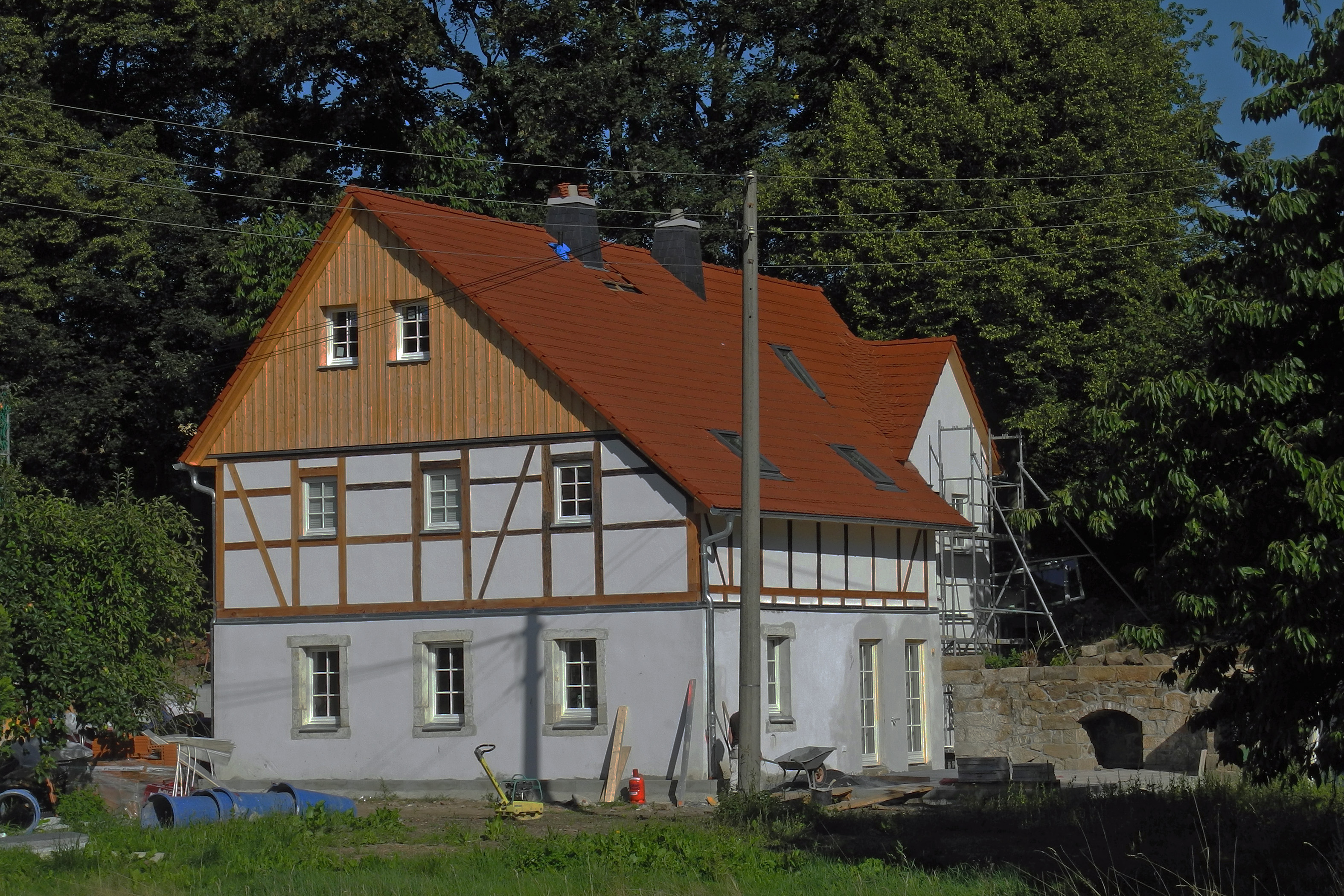
Ehemalige Niedermühle Eschdorf

## Persönlichkeiten

### Söhne und Töchter des Ortes
- Johann Christoph Nicolai (1623–1681), evangelischer Theologe
- Johann Ludwig Gleditsch (1663–1741), Buchhändler und Verleger
- Gottlieb Traugott Bienert (1813–1894), Müller, Bäcker und Großindustrieller
- Gustav Gäbel (1849–1912), Gutsbesitzer und Mitglied des Deutschen Reichstages

### Weitere Persönlichkeiten mit Bezug zu Eschdorf
- Willy Tag (1886–1980), Maler, lebte und arbeitete seit 1945 im Ort